# ニューブリテン島

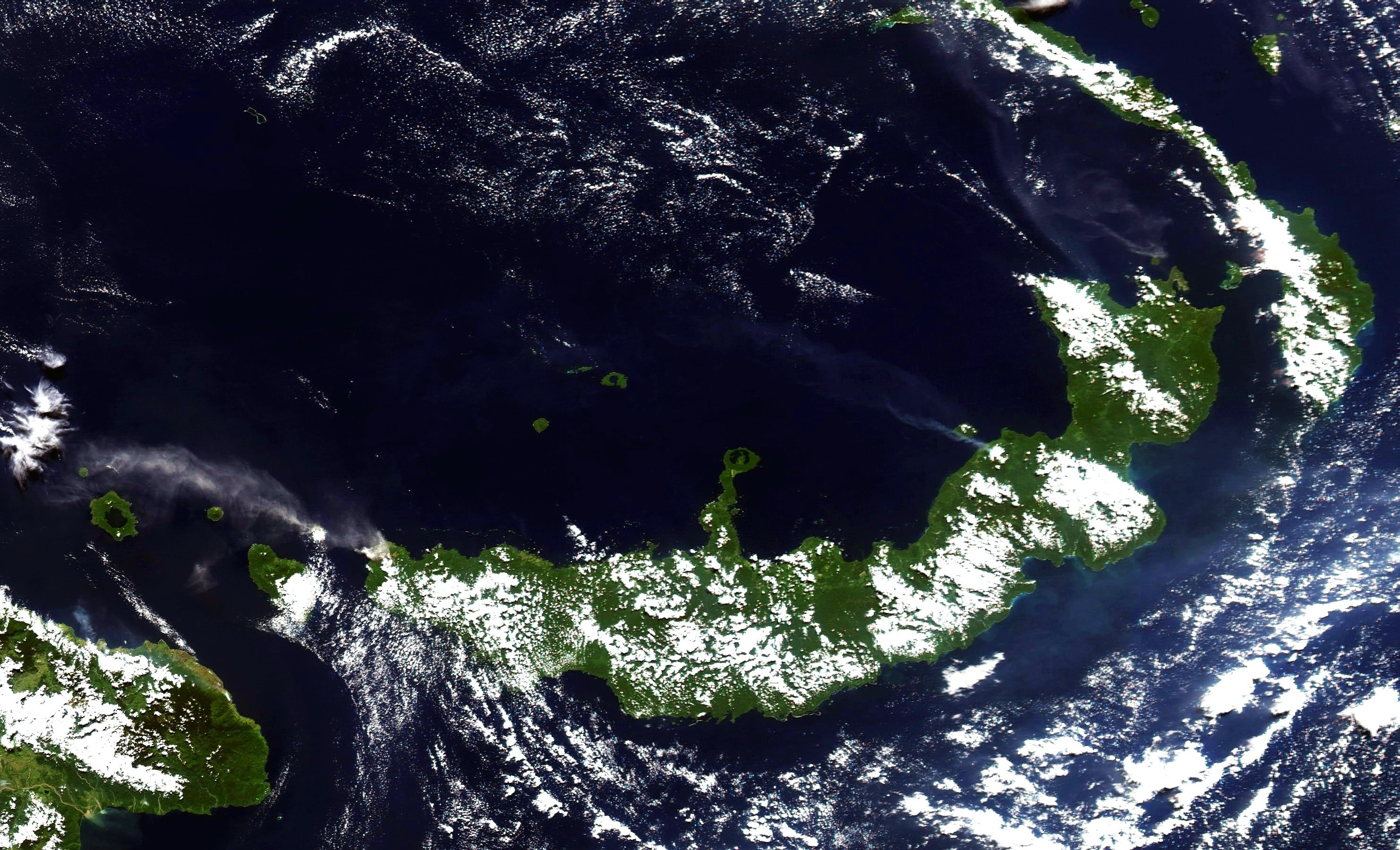
ニューブリテン島の衛星写真

ニューブリテン島（ニューブリテンとう、英語: New Britain, トク・ピシン: Niu Briten）は、南太平洋のメラネシアに属するビスマルク諸島の最大の島である。面積36,514 km2で、世界第38位（37位の九州とほぼ同じ大きさ）。最大都市はラバウル。

## 地理
全島パプアニューギニアに属し、熱帯雨林に覆われ、火山活動が盛んである。ガゼル半島のバイニン山地には2,438 mの最高峰シネウィット山（Mount Sinewit）がある。
ウラウン山、Langila、Garbuna Group、Sulu Range、タブルブル火山（Tavurvur Volcano、日本名は花吹山）、ブルカン火山（Vulcan Crater、日本名は西吹山）、Rabaul caldera、ダカタウア火山。

## 歴史

### 先史時代
約35,000年前には人類のいた痕跡がある（ヨンボン遺跡）。サフル大陸から渡ってきた者と思われる。

### 植民地化
1700年2月27日、ウィリアム・ダンピアがヨーロッパ人として初めて到達した。彼はこの島をラテン語でNova Britannia ノウァ・ブリタンニア（英語で New Britain ニュー・ブリテン）と名づけた。
ドイツは1884年から1914年までの間、ニューギニア島北東部とビスマルク諸島を含む周囲の島々をドイツ領ニューギニアとして支配し、植民地当局はこの島をノイポンメルン（Neupommern, 新しいポンメルン）と名づけていた。

### 第一次世界大戦
1914年9月11日、ノイポンメルンにはオーストラリア陸海軍遠征部隊が上陸し、第一次世界大戦の最初期の戦闘の舞台になった。同年、オーストラリア軍がドイツ領ニューギニアを占領し、1919年のヴェルサイユ条約以降はオーストラリアによる国際連盟委任統治領となった。なお、オーストラリアによる占領初期、占領当局はドイツ領ニューギニアやドイツ領マーシャル諸島の切手に「G.R.I」（Georgius Rex Imperator の略、イギリス国王にしてインド皇帝ジョージ5世を意味する）と上から印刷して臨時に流通させていたが、これは後に切手市場で非常に高値で取引されている。

### 第二次世界大戦
大東亜戦争（太平洋戦争・第二次世界大戦）中は日本陸海軍が占領し（ラバウルの戦い、ポートモレスビー作戦）、ソロモン諸島方面進出の拠点とした。
連合軍はこの島を孤立させ、迂回して日本本土に向かうこととし、日本軍との正面戦闘は回避することにした。1943年、い号作戦（4月7日 - 4月15日）。ラバウル空襲（10月12日 - 11月11日）。1943年12月15日ニューブリテン島の西部のアラウエにアメリカ第112機甲連隊が上陸（ニューブリテン島の戦い、アラウエの戦い）、12月26日にはアメリカ第1海兵師団もグロスター岬に上陸し（グロスター岬の戦い）、この地域を守備していた日本軍の第65旅団や第17師団を攻撃した（カートホイール作戦）。2月中旬には日本軍は撃退され西部ニューブリテンは連合軍の手に落ちた（西部ニューブリテンの戦い）。西部ニューブリテンを占領したアメリカ軍は半ば満足し、これ以上の東進はしなかった。
エミラウ島の無血占領（1944年3月20日 - 3月27日）。竹一船団（1944年4月17日 - 5月21日）。孤立した駐ラバウルの帝国陸海軍は終戦まで自給自足を強いられることになった。
1944年11月4日、Landing at Jacquinot Bay。1945年（昭和20年）3月10日、東京大空襲と同じ日にワイド湾の戦いがあった。
同大戦で墜落した零戦が1972年に本島ランバート岬沖の海底で発見され、修復後、日本大学理工学部教授石松新太郎が私財を投じて購入し国立科学博物館へ寄付した。

### 戦後
後にオーストラリアの統治下の「パプア及びニューギニア準州」の一部となった。

### 独立
1975年9月16日にオーストラリアからパプアニューギニアとして独立した。
ラバウルは1994年にタブルブル火山（Tavurvur）とブルカン火山（Vulcan）の同時噴火で大きな火山被害を受けている。

## 行政区分
ニューブリテン島は、パプアニューギニアに4つある地方のひとつ島嶼地方 (パプアニューギニア)に所属し、2つの州に分かれる。
- 東ニューブリテン州（ココポ）
- 西ニューブリテン州（キンベ（英語版））

## 住民

### 民族
民族は、1万年前に到来したパプア人と2,000年前に到来したオーストロネシア人の2つの集団に大きく分けることができる。トライ族は母系制で、他の集団は父系制である。

### 言語
約10のパプア諸語と約40のオーストロネシア語族が話されている。また、トク・ピシンと英語が話されている。

### 宗教
トライ族にはドゥク・ドゥクと呼ばれる秘密結社があり、伝統的な宗教的かつ政治的な活動を行なっている。